# Adelssitz Kirchberg
Der Adelssitz Kirchberg ist eine abgegangene Burg in Kirchberg an der Iller im oberschwäbischen Landkreis Biberach.

## Lage und Vorbesitzer
Die ehemalige Burg, von der nichts mehr erhalten ist, lag auf dem Donau-Iller-Rhein-Limes. Auf der gegenüberliegenden Seite des Illertales in östlicher Richtung, ungefähr zehn Kilometer Luftlinie entfernt, befand sich das spätantike Kohortenkastell Caelius Mons. 
Auf dem Platz des Adelssitzes Kirchberg befinden sich heute die Kirche, der Pfarrhof und der Kindergarten der selbstständigen Gemeinde. Die Anlage soll 1244 von den Herren von Kirchberg erbaut worden sein. Weitere Besitzer waren die Vögte von Schellenberg, das Adelshaus von Freyberg und später die ehemalige Reichsabtei Rot an der Rot sowie das ehemalige Damenstift Gutenzell.